# Vékony mozsárütőgomba
A vékony mozsárütőgomba (Clavariadelphus ligula) a Gomphaceae családba tartozó, Eurázsiában és Észak-Amerikában honos, tűlevelű erdőkben élő, nem ehető gombafaj. 

## Megjelenése
A vékony mozsárütőgomba termőteste 2,5-8 cm magas, 0,5-1,5 cm vastag, alakja karcsú, bunkó- vagy vastag spatulaszerű, elkülönülő tönkje nincs. Alul elkeskenyedik, a teteje lekerekített. Felszíne egyenetlen. Színe okkersárga, krémszínű vagy világosbarna.
A spóratermő réteg a termőtest felszínén található.
Húsa sajtszerű állagú, később szivacsosan megpuhul, nem törékeny. Színe fehér, sérülésre nem változik vagy kissé barnul. Szaga nincs, íze kesernyés.
Spórapora fehéres, halványsárgás. Spórája elliptikus, sima, olajcseppeket tartalmaz, mérete 10-12 x 5-6,5 µm.

### Hasonló fajok
A vaskos mozsárütőgomba vagy svájci mozsárütőgomba hasonlíthat hozzá.  

## Elterjedése és termőhelye
Eurázsiában és Észak-Amerikában honos. Magyarországon ritka. 
Kissé savanyú, tápanyagban szegény talajú fenyvesekben található meg az avaron, a lehullott tűlevelek anyagát bontja. Augusztustól októberig terem.
Nem mérgező, de gasztronómiai szempontból jelentéktelen. 

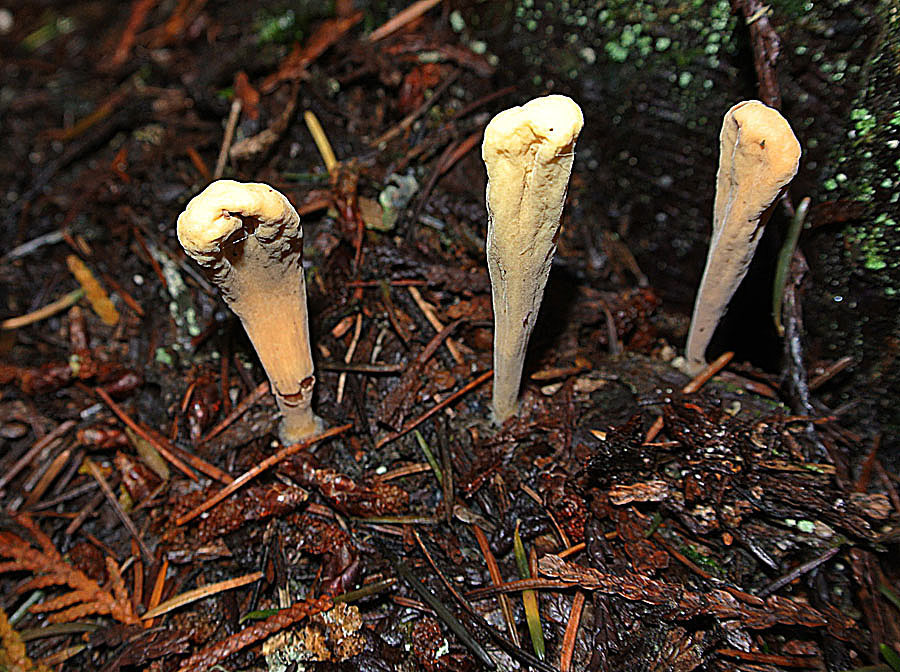
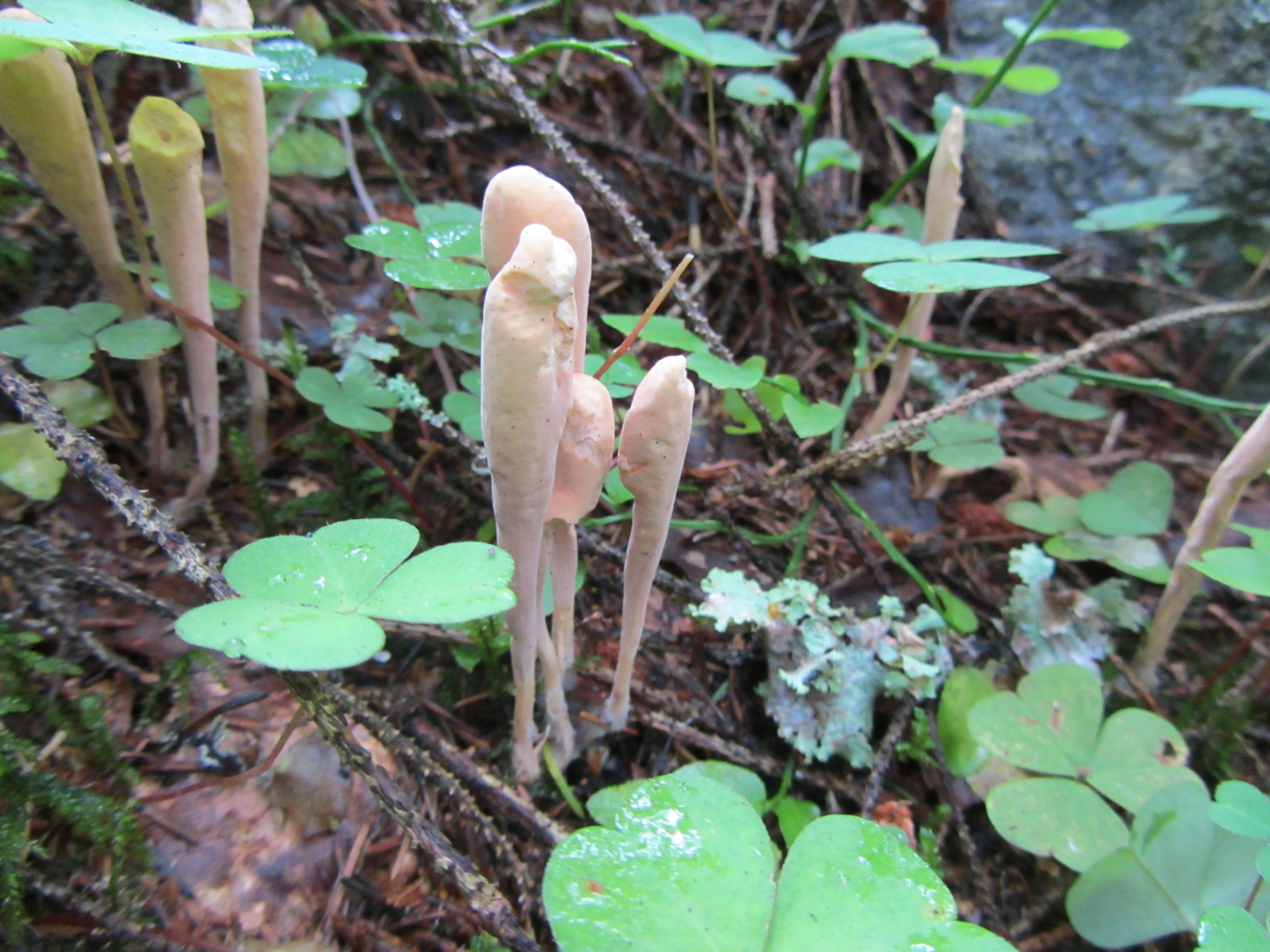
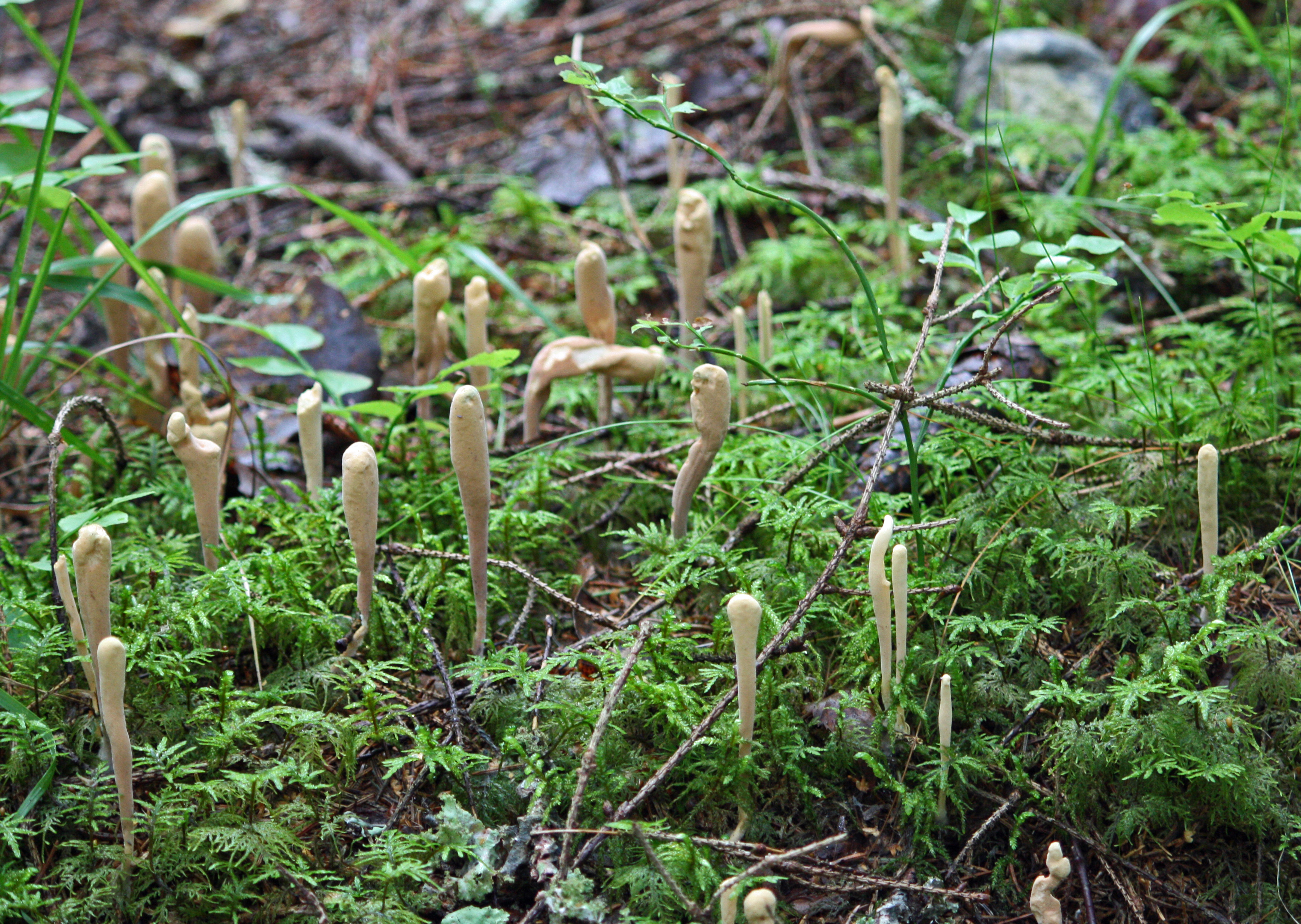
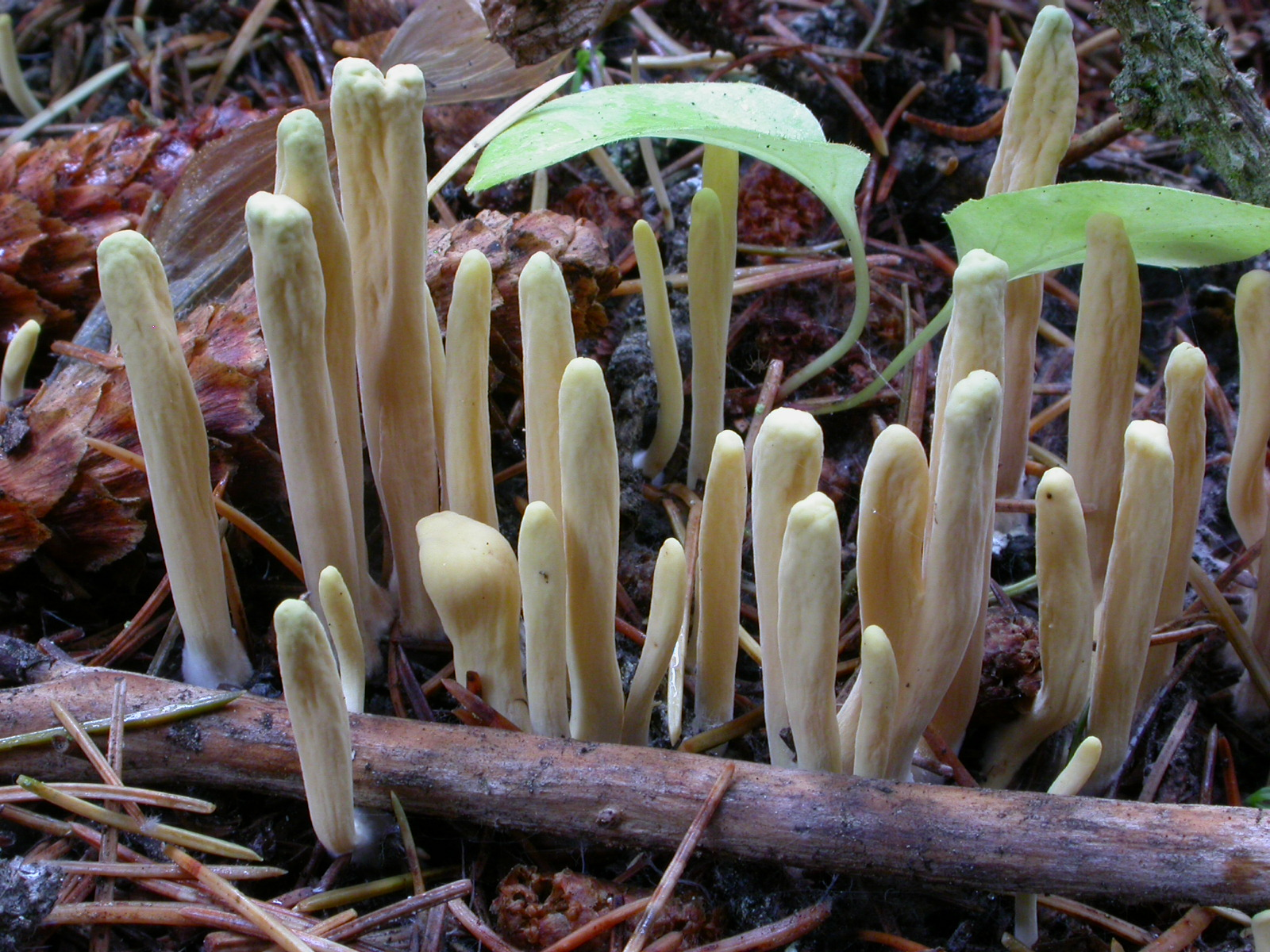
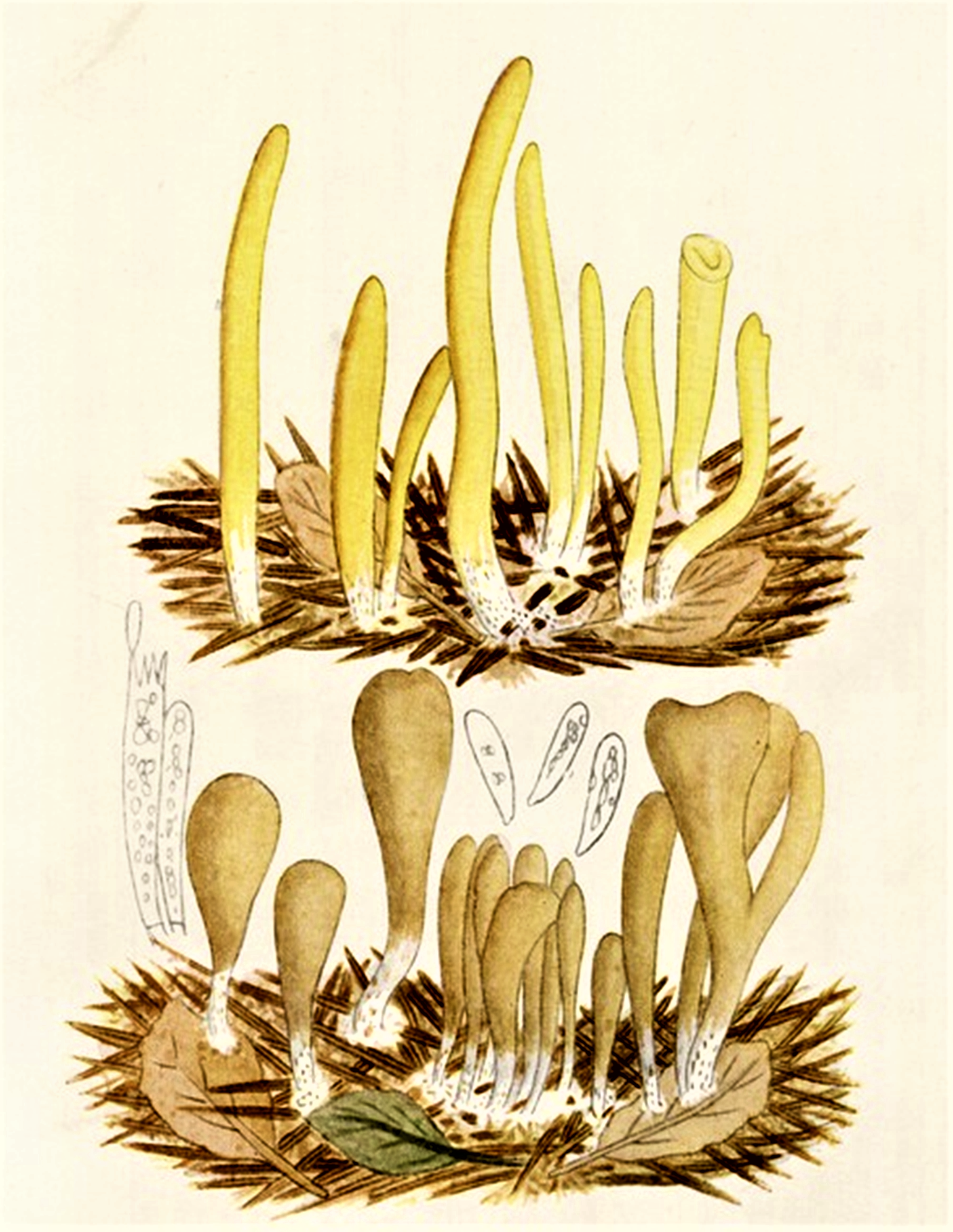